# Witalij Kiltschyzkyj
Witalij Jaroslawowytsch Kiltschyzkyj (ukrainisch Віталій Ярославович Кільчицький, auch englisch Vitaliy Kilchytskyy; * 17. Juni 1988 in Nowojaworiwsk, Oblast Lwiw, Ukrainische SSR, UdSSR) ist ein ukrainischer Biathlet.
Witalij Kiltschyzkyj nahm zwischen 2005 und 2009 an fünf Biathlon-Juniorenweltmeisterschaften und zwischen 2007 und 2009 dreimal an Wettbewerben der Junioren bei Biathlon-Europameisterschaften teil. 2005 wurde er in Kontiolahti 26. im Sprint, 13. der Verfolgung und gewann mit der Staffel die Bronzemedaille. Ein Jahr später in Presque Isle kamen die Ränge 29 im Einzel, 24 im Sprint und neun in der Verfolgung hinzu. In der Staffel kam er sowohl bei den Jugend- wie auch den Juniorenrennen zum Einsatz und wurde Siebter und Zehnter. Im weiteren Verlauf des Jahres startete er auch bei den Juniorenrennen der Sommerbiathlon-Weltmeisterschaften 2006 in Ufa, bei denen er bei den Wettkämpfen auf Rollskiern Fünfter im Sprint und Zehnter der Verfolgung wurde. Seit der Saison 2006/07 nahm er zudem an Junioren-Wettbewerben des Europacups, des späteren IBU-Cups teil. Kiltschyzkyj startete 2007 bei drei Großereignissen. Zunächst wurde er in Martell bei der Junioren-WM 29. im Einzel, 26. im Sprint, 17. der Verfolgung und Fünfter mit der Staffel, danach bei der EM in Bansko 23. des Einzels, Elfter im Sprint und Zehnter der Verfolgung. Mit Vitaliy Kozhushko, Artem Pryma und Oleksandr Kolos gewann er im Staffelrennen die Bronzemedaille. Im Sommer nahm er wieder an der Sommer-Wm teil und wurde auf Skirollern in Otepää Fünfter im Sprint und Achter in der Verfolgung. Zum vierten Mal nahm der Ukrainer 2008 in Ruhpolding an einer Junioren-Weltmeisterschaft teil. In Deutschland erreichte er die Plätze 14 im Einzel, 33 im Sprint, 32 in der Verfolgung und sieben mit der Staffel. Bei der EM in Nové Město na Moravě kamen zudem die Ränge 46 im Einzel, 22 im Sprint, 14 im Verfolgungsrennen und mit Vitaliy Kozhushko, Andriy Vozniak und Artem Pryma Platz drei mit der Staffel. In Canmore startete der Ukrainer 2009 letztmals bei einer Junioren-WM und erreichte dort die Plätze 28 im Einzel, 30 im Sprint und 40 in der Verfolgung. Im Staffelrennen verpasste er als Viertplatzierter knapp eine zweite WM-Medaille. Ebenfalls letztmals erfolgten Starts von Kiltschyzkyj bei den Juniorenwettbewerben der Biathlon-Europameisterschaften 2009 in Ufa. Im Einzel kam er auf den achten Platz, wurde 18. im Sprint, Elfter der Verfolgung und gewann mit Mykhaylo Serdyuk, Vitaliy Sokolyuk und Nasarij Buryk Silber im Staffelrennen. In Oberhof nahm er erneut auch an den Sommerbiathlon-Weltmeisterschaften 2009 teil, bei der er Zehnter im Sprint, 15. in der Verfolgung und Vierter mit der Staffel wurde. Seitdem tritt Kiltschyzkyj im Leistungsbereich bei den Männern an.
Kiltschyzkyj startete zum Auftakt der Saison 2008/09 in Idre erstmals im IBU-Cup und erreichte als 26. eines Sprints sofort eine Platzierung in den Punkten. 2011 erreichte er als Achter eines Einzels in Nové Město sein erstes Einstelliges Resultat und zugleich sein bislang bestes Ergebnis in dieser Rennserie bislang. Im Biathlon-Weltcup gab er gegen Mitte der Saison 2009/10 in Pokljuka sein Debüt, wobei er bei einem Sprint 70. wurde. Im weiteren Saisonverlauf kam er erneut in Ruhpolding zum Einsatz, wo er an der Seite von Oleksandr Bilanenko, Roman Pryma und Artem Pryma im Staffelrennen 12. wurde. Zudem verbesserte er im Sprint seine persönliche Bestleistung auf den 61. Platz. Höhepunkt der Saison wurden die Biathlon-Europameisterschaften 2010 in Otepää. Im Einzel wurde der Ukrainer 47., mit Oleh Bereschnyj, Artem Pryma und Serhij Sednjew verpasste er als Viertplatzierter im Staffelrennen knapp eine Medaille. 2011 konnte er in Presque Isle erneut an Weltcuprennen teilnehmen. Als 51. des Sprintrennens konnte er sich erstmals für das Verfolgungsrennen qualifizieren, bei der er als 44. nur um vier Ränge den erstmaligen Gewinn von Weltcuppunkten verpasste. Er erreichte als 40. des Sprints die Weltcuppunkte eine Woche später in Fort Kent.
Bei der  Winter-Universiade 2013 im Trentino gewann er zweimal Silber, im Sprint und mit Jana Bondar, Dmytro Pidrutschnyj und Iryna Warwynez in der Mixed-Staffel.

## Biathlon-Weltcup-Platzierungen
Die Tabelle zeigt alle Platzierungen (je nach Austragungsjahr einschließlich Olympische Spiele und Weltmeisterschaften).
- 1.–3. Platz: Anzahl der Podiumsplatzierungen
- Top 10: Anzahl der Platzierungen unter den ersten zehn (einschließlich Podium)
- Punkteränge: Anzahl der Platzierungen innerhalb der Punkteränge (einschließlich Podium und Top 10)
- Starts: Anzahl gelaufener Rennen in der jeweiligen Disziplin
- Staffel: inklusive Mixed- und Single-Mixed-Staffeln

| Platzierung              | Einzel | Sprint | Verfolgung | Massenstart | Staffel | Gesamt |
| ------------------------ | ------ | ------ | ---------- | ----------- | ------- | ------ |
| 1. Platz                 |        |        |            |             |         |        |
| 2. Platz                 |        |        |            |             |         |        |
| 3. Platz                 |        |        |            |             |         |        |
| Top 10                   |        |        |            |             | 2       | 2      |
| Punkteränge              | 2      | 9      | 4          |             | 8       | 23     |
| Starts                   | 5      | 20     | 9          |             | 8       | 42     |
| Stand: 31. Dezember 2021 |        |        |            |             |         |        |